# Stanecastle
Stanecastle ist eine Folly und war früher ein mittelalterliches Baronat in der schottischen Council Area North Ayrshire. Das Baronat wurde erstmals 1363 erwähnt. Heute gehört das Gebiet zu Irvine New Town.

## Geschichte der Burg
Die ursprüngliche Burg ließ um 1417 die Familie Francis errichten, denen auch Ländereien in Sprouston bei Kelso gehörten. Das Baronat fiel durch Heirat an die Montgomeries of Greenfield.

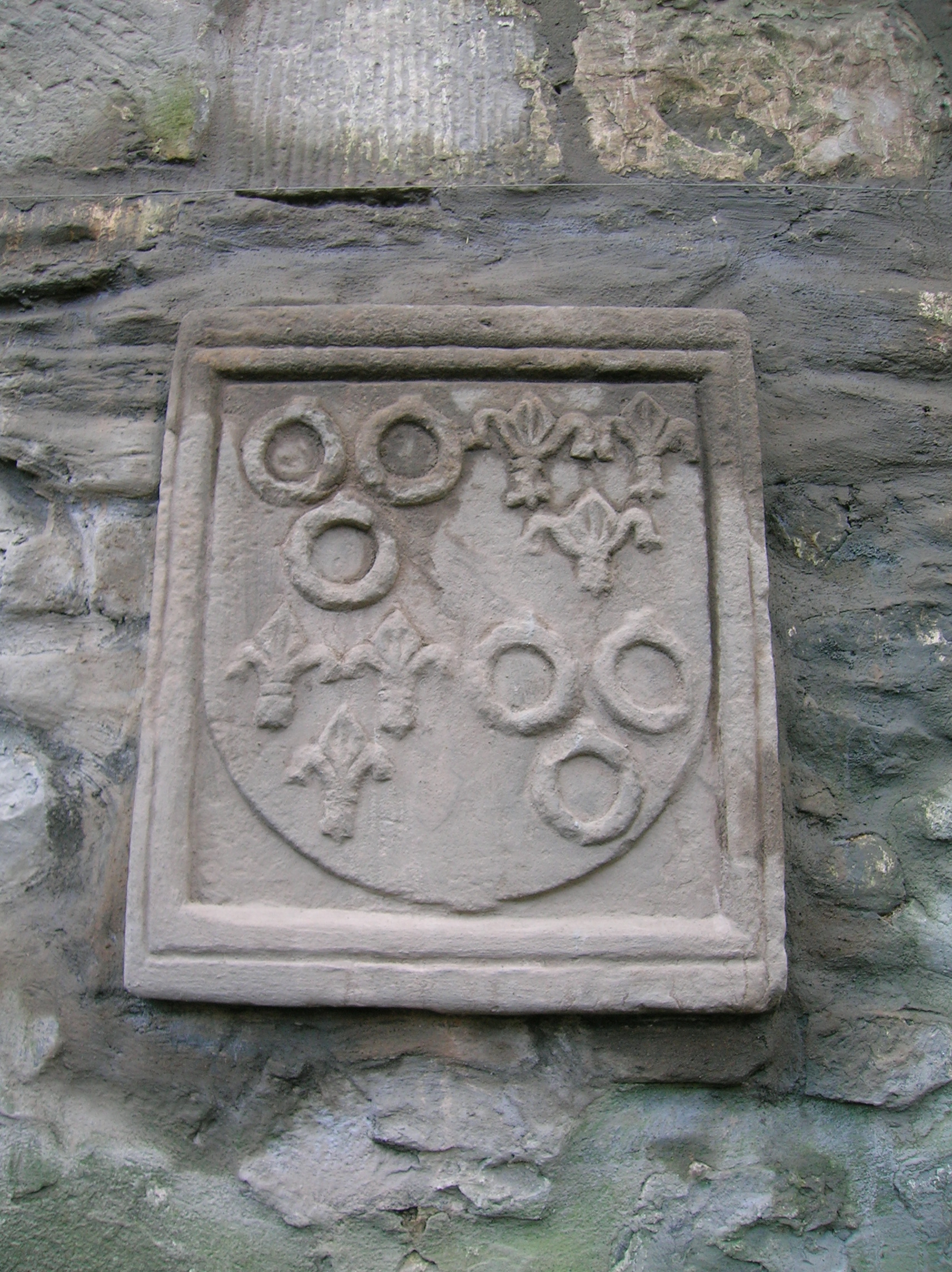
Wappenschild der Montgomeries in Eglinton. Die Ringe stellen die Familie Eglinton dar. Die Quadranten sind falsch angeordnet.

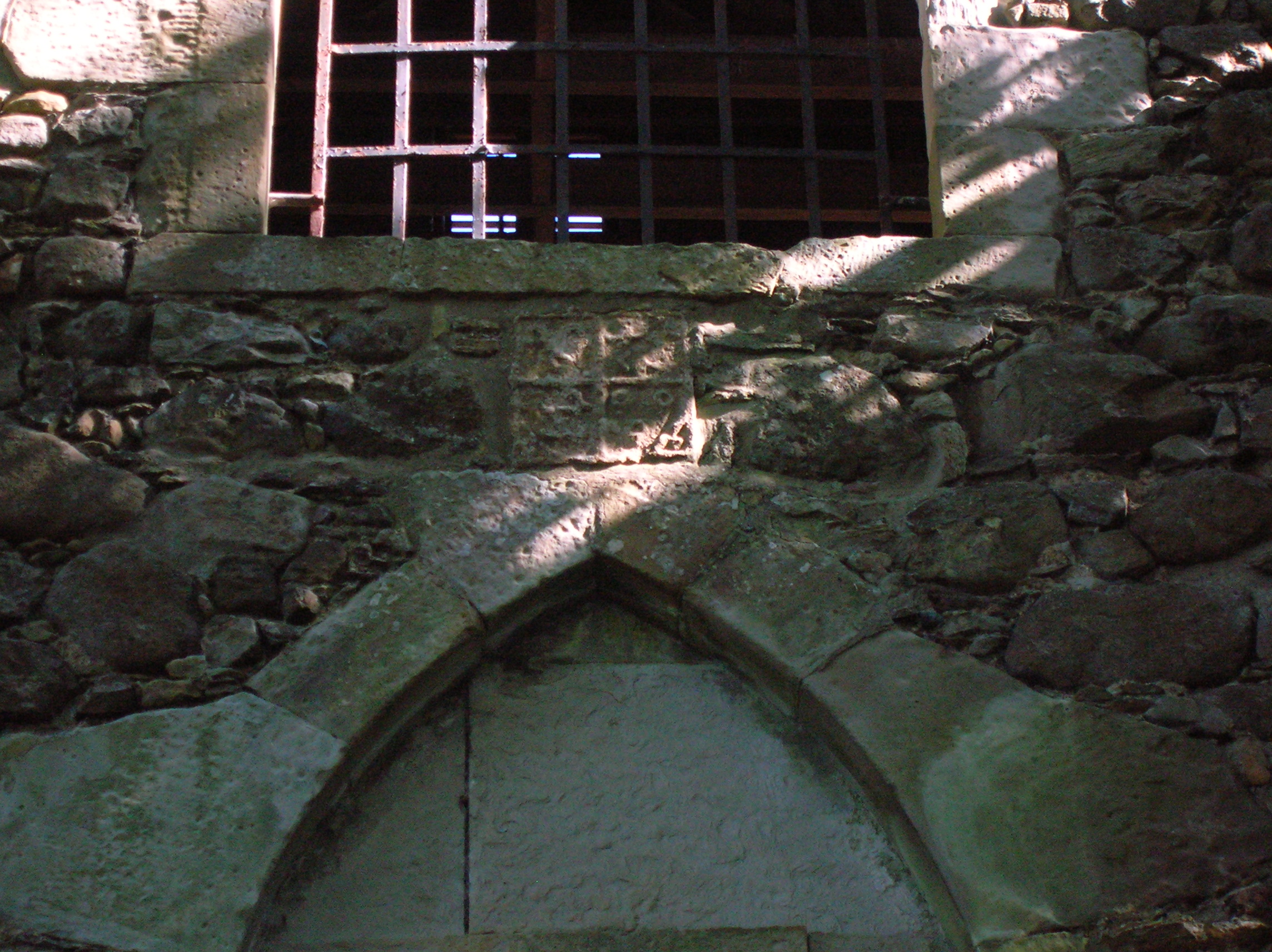
Der Wappenschild am Stanecastle

Im Mittelalter ergab sich das Baronat Stanecastle der sich immer weiter ausdehnenden Herrschaft Eglinton und William Francis of Stane übertrug im 15. Jahrhundert sein Anwesen an die Earls of Eglinton. Campbell gibt an, dass die heutige Burg 1520 für die Montgomeries of Greenfield, einer Seitenlinie des Clan Montgomery, gebaut wurde.
1750 ließ Alexander Montgomerie, 10. Earl of Eglinton, die Burg reparieren und in eine Folly umwandeln. Die vier geschlossenen und vier offenen Spitzbogenfenster wurden erst damals zur Zierde eingebaut und auf der Westseite wurde ein steinernes Wappenschild mit dem Wappen der Earls of Eglinton angebracht. Fälschlicherweise wurde behauptet, das Wappenschild wäre verkehrt herum angebracht worden, aber das Schild sitzt tatsächlich richtig herum; der sichtbare Fehler besteht darin, dass die Siegelringe und die Französische Lilie im Wappen verkehrt herum liegen. Ein weiterer Fehler kam bei einem Wappenschild ähnlicher Größe vor, das heute im Viereck des Eglinton Country Park erhalten ist: Die einzelnen Symbole befinden sich in den falschen Quadranten.
Als ursprüngliches Detail des Turms ist eine Wendeltreppe in der Nordostecke erhalten.
Ein geheimer Tummel soll von Stanecastle zum Eglinton Castle und zum Seagate in Irvine verlaufen sein. Ein weiterer Tunnel soll von Stanecastle nach Dundonald verlaufen. Ein unterirdischer Gang wurde im 19. Jahrhundert von Arbeitern in Stanecastle gefunden.
Knadgerhill wurde von den Earls of Eglinton erst 1851 erworben, die es für Teile ihrer Ländereien von Bogside Flats eintauschten. Dies ermöglichte den Bau einer neuen Einfahrt zu den Ländereien von Stanecastle vom Long Drive aus.

## Stanecastle heute
Heute sieht man nur noch den Donjon des ursprünglichen Anwesens, in dessen Mauer ein beschrifteter Stein eingesetzt wurde. Dieser Donjon wurde im 18. Jahrhundert durch den Einbau von acht neugotischen Fenstern verändert und hat ein modernes Dach mit Kamin und Fenstern. Die Irvine Development Corporation führte an dem Gebäude Reparaturen durch und stabilisierte es. Die Montgomery Society of Scotland wollte es als Hauptquartier des Clans und Museum erwerben, was allerdings nicht realisiert wurde.
Gegenüber dem Donjon befindet sich das Tor von Stanecastle, ein bedeutend jüngeres Bauwerk, das jedoch an den Stil der Gebäude in der Gegend angepasst ist. Im 20. Jahrhundert wurde diese Einfahrt, oder vielmehr ihre Ausrichtung, verändert. Sie stellte einst die südliche Einfahrt zum riesigen Anwesen des Eglinton Castle dar, das heute der Eglinton Country Park ist.
Historic Scotland hat Stanecastle als historisches Bauwerk der „Kategorie B“ gelistet, wie auch das gegenüberliegende Tor.
Der restliche Teil des Anwesens wurde eingezäunt und geschützt. Viele Jahre lang war das moderne Tor mit einem Vorhängeschloss verschlossen, aber heute trifft das nicht mehr zu.

## Galeriebilder

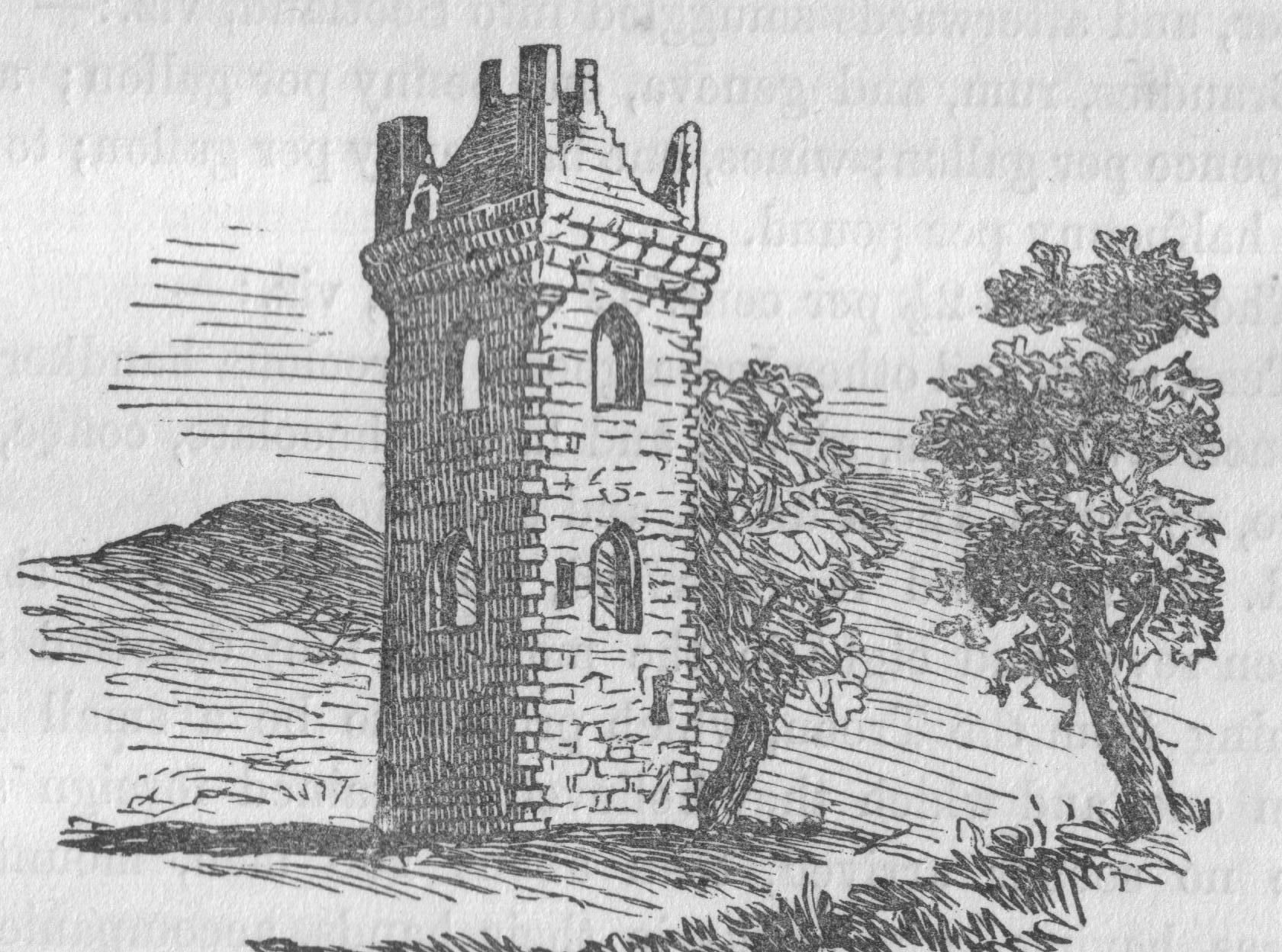
Stanecastle 1866
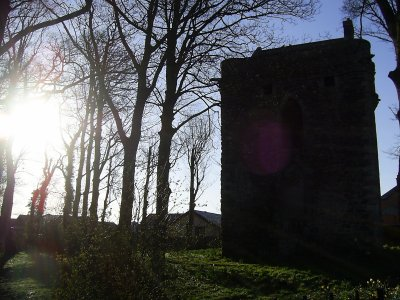
Stanecastle
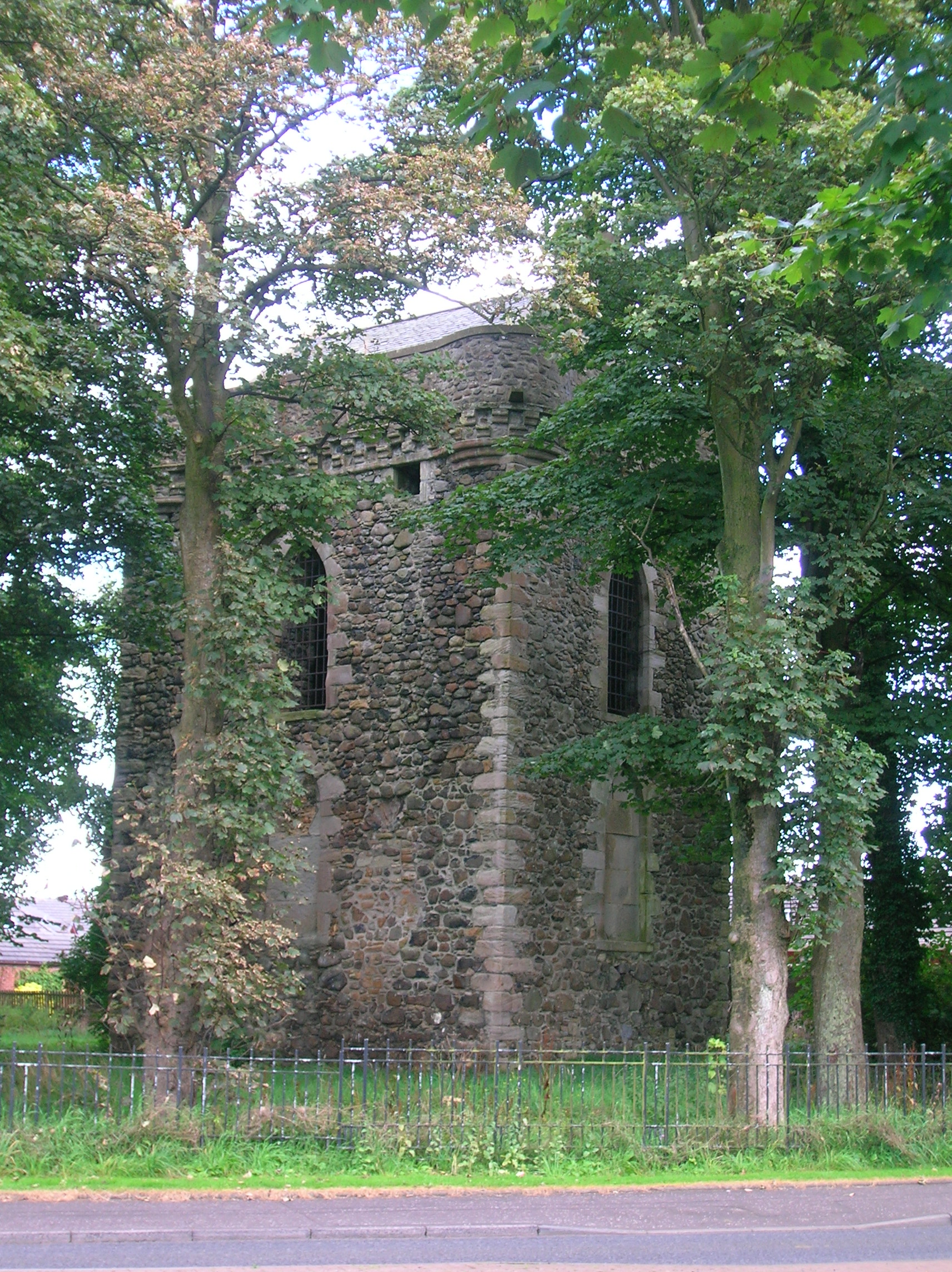
Stanecastle im Sommer
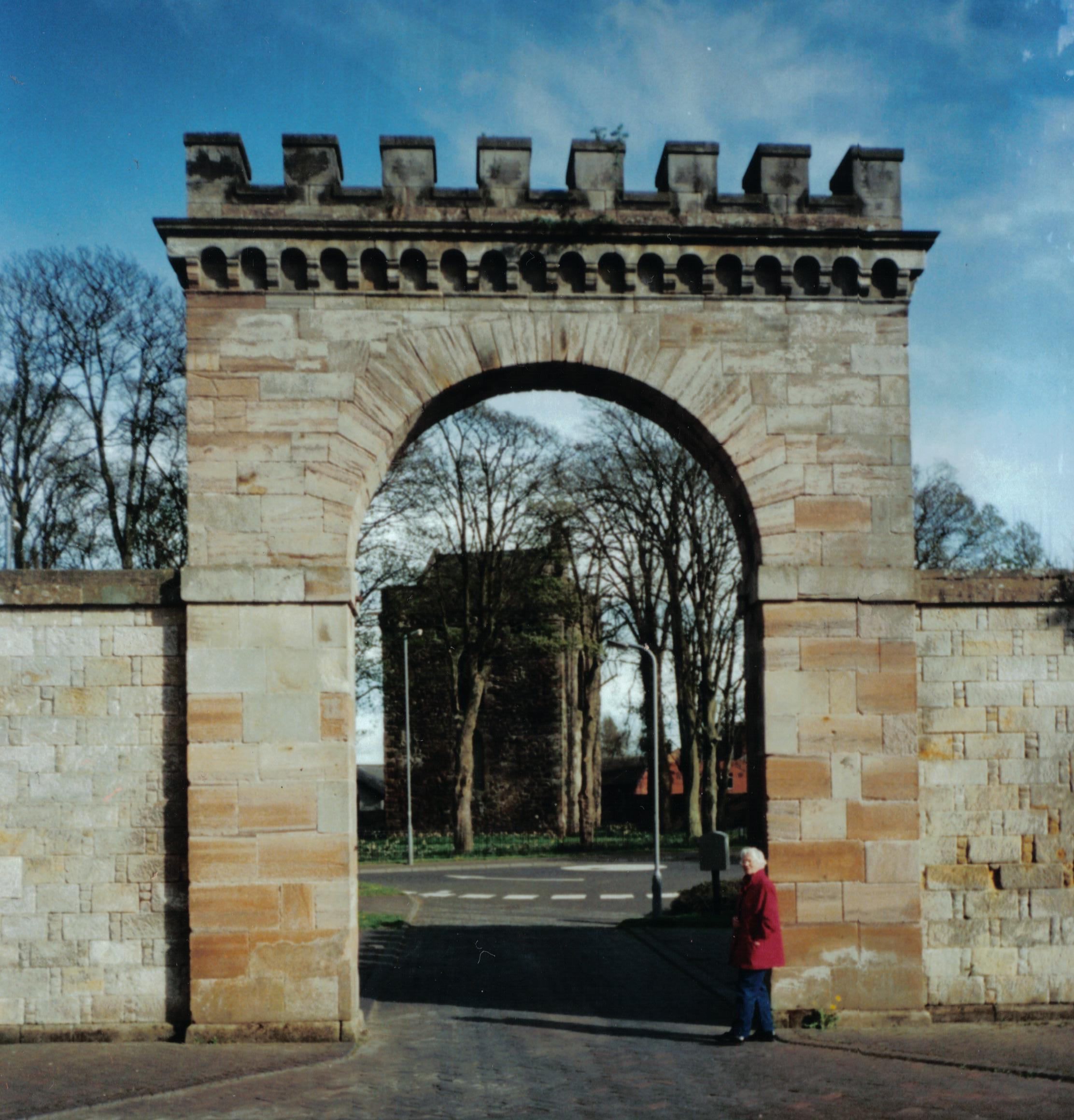
Stanecastle von den alten Stanecastle Lodges aus